# Maria auf dem Felde

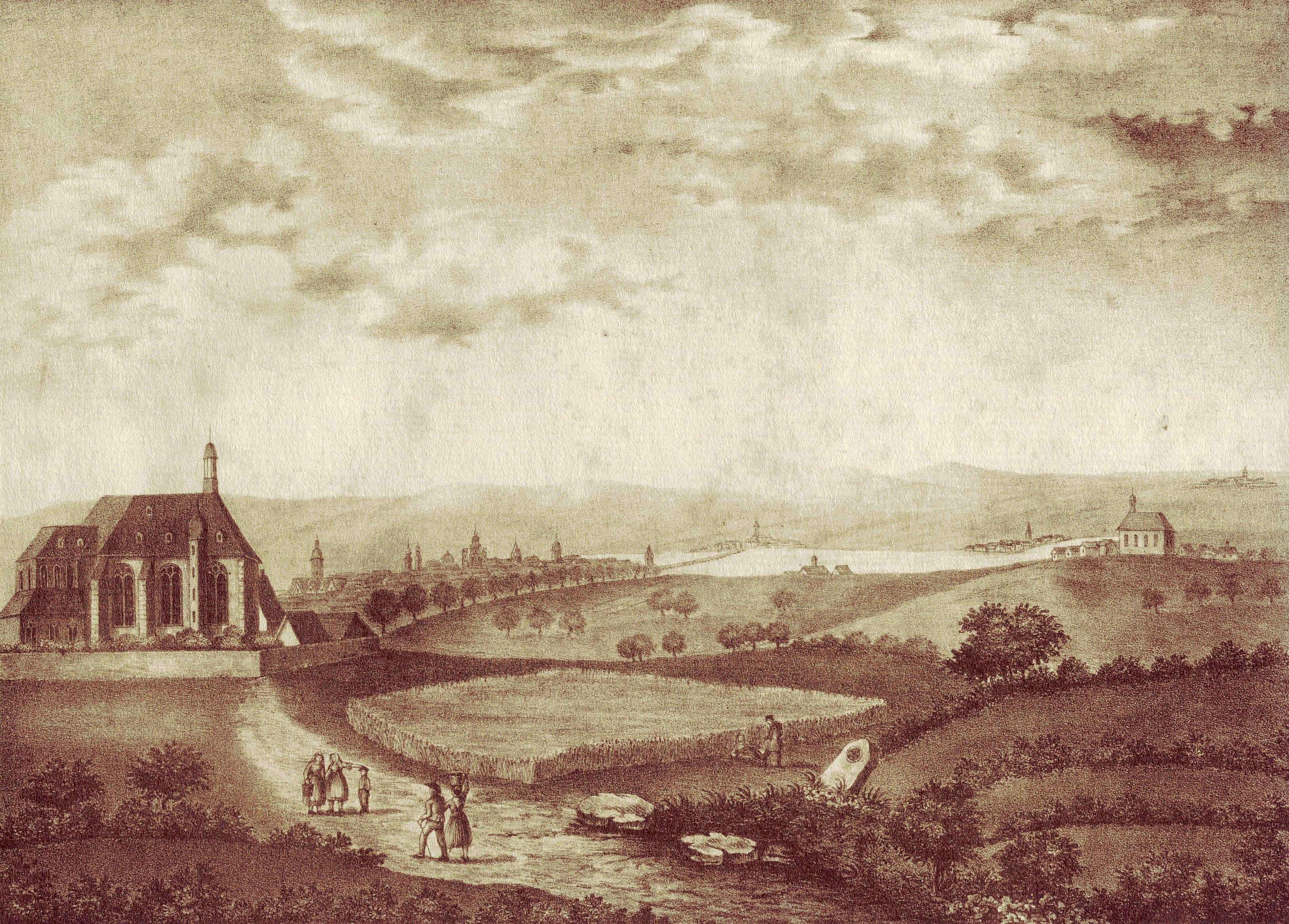
Heilig-Kreuz-Kirche

Die Stiftskirche der Heiligen Maria oder das Heilige Kreuz lag zwischen Mainz, Hechtsheim und Weisenau, sie wurde am 10. Juni 1793 zerstört. Ihr angeschlossen war ein Kollegiatstift, das der Heiligen Jungfrau gewidmet war. Man bezeichnete die Kirche gleichermaßen als „Kirche der heiligen Jungfrau (Liebfrauenkirche) bzw. Kirche zum Heiligen Kreuz oder Kirche unserer Muttergottes auf dem Felde“.

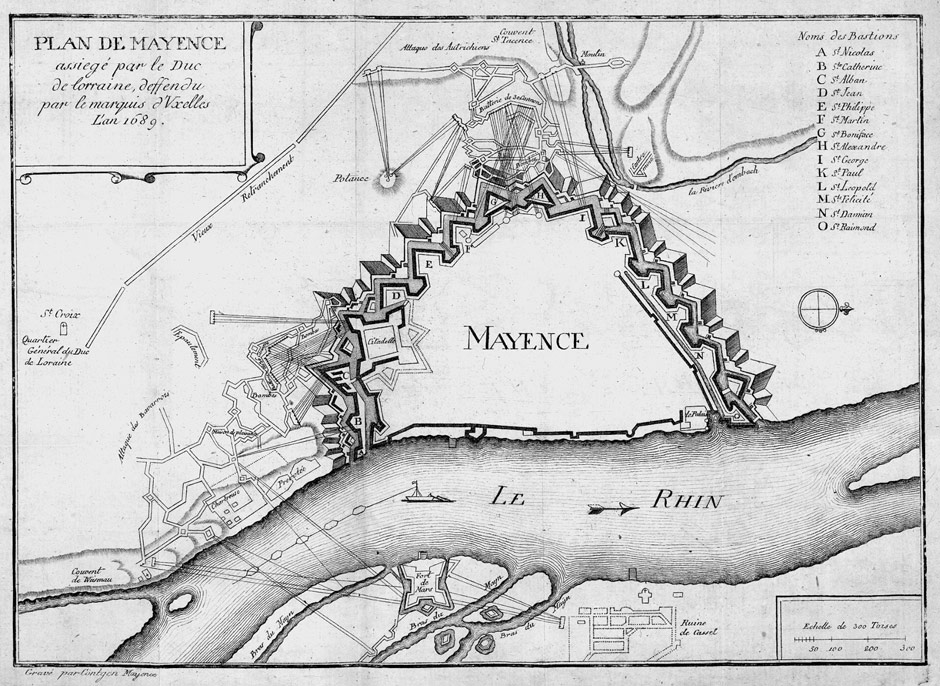
Lage in Mainz im Jahre 1689

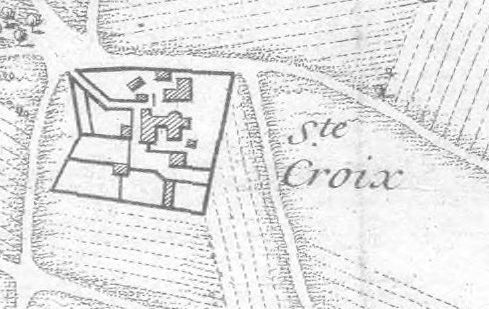
Die Stiftskirche – hier als Ste. Croix bezeichnet – auf dem Mainzer Stadtplan mit seinen neuen Befestigungsanlagen und deren Umgebung von Bernard-Antoine Jaillot, 1736

## Geschichte
Maria im Felde lag im Bereich einer römischen Villa und eines bis ins 4. Jh. genutzten Gräberfeldes, weshalb Ludwig Falck und Konrad Weidemann einen römischen Ursprung vermuten, der jedoch archäologisch nicht gesichert ist; eine erste sichere schriftliche Erwähnung gibt es in einer Urkunde vom 17. Mai 808 betreffs einer Schenkung an das Kloster Fulda. Die Kirche wurde im Jahre 1011 von Bischof Erkanbald in den Rang einer Stiftskirche erhoben und ein kanonisches Kapitel etabliert.
Bischof Peter von Aspelt ließ 1320 eine größere Kirche im gotischen Stil errichten.
Um 1383 soll sich ein Kreuzwunder in der Kapelle ereignet haben, das Gnadenkreuz wurde in die Stiftskirche verlagert, die in der Folge zum Wallfahrtsziel wurde.
Die Stiftskirche lag außerhalb der Mainzer Befestigungsanlagen. Sie wurde während der Stiftsfehde zwischen Adolf II von Nassau und dem Kurfürsten Diether von Isenburg im Jahre 1460 in Mitleidenschaft gezogen: Die Häuser der Domherren wurden niedergebrannt. Was verblieb konnte nur mit reichlichem Lösegeld vor der Zerstörung bewahrt werden.
Die Stiftskirche wurde 1518 wiederaufgebaut, jedoch schon  am 23. August 1552 durch den Markgrafen Albrecht II. Alcibiades niedergebrannt und zerstört. Der Klerus flüchtete damals mit dem Gnadenkreuz nach Sankt Ignaz. Danach wurde die Kirche notdürftig wiederhergestellt und ab 1573 wieder genutzt.
Im Jahre 1689 beherbergte die Mainzer Stiftskirche das Quartier des Generals Karl V. (Lothringen) während der Auseinandersetzungen mit Jacques-Henri de Durfort, duc de Duras im Pfälzischen Erbfolgekrieg.
Nach der Einnahme von Mainz durch französische Truppen unter dem General Adam-Philippe de Custine 1792 wurde die Stadt 1793 von den Alliierten belagert. Die Kirche samt Nebengebäuden wurde am 10. Juni 1793 bei einem Ausbruchsversuch der eingeschlossenen Franzosen erneut Opfer von Feuer und Zerstörung. In den folgenden Jahren wurden die Reste der Kirche gesprengt, die Ruinen als Steinbruch für Befestigungsanlagen verwendet.
In der Tradition der untergegangenen Kirche wurde in den 1950er Jahren in der Mainzer Oberstadt eine neue Heilig-Kreuz-Kirche erbaut.

### Heiligkreuzweg

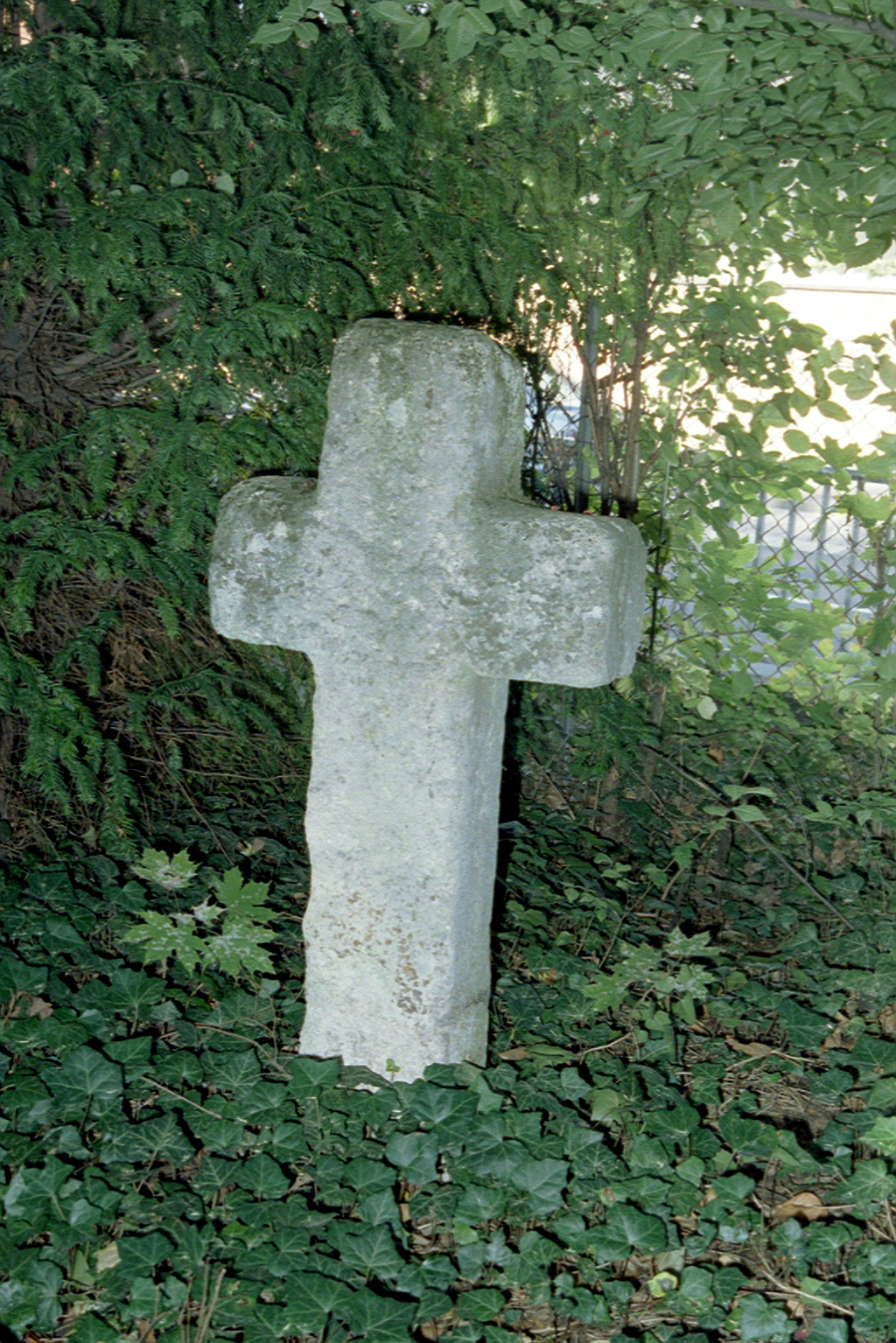
Das Steinkreuz auf dem alten Friedhof Weisenau, an dem der Heiligkreuzweg vorbeiführt

Der Heiligkreuzweg, eine Straße, die von Weisenau bis an die Gemarkung Hechtsheim reicht, zeugt noch heute von der ehemaligen Kirche. Ein Steinkreuz stand früher mitten auf dieser Straße. Bis in die 1930er Jahre wurde der Weg um das Steinkreuz herumgeführt. Eine abergläubische Scheu hielt die Menschen jahrhundertelang davon ab, das Steinkreuz zu versetzen. Wann es schließlich dem Straßenbau weichen musste und an den heutigen Standort auf den alten Friedhof in Weisenau versetzt wurde, lässt sich nicht mehr ermitteln. Das inschriftlose Steinkreuz ist gleichmäßig gearbeitet und gut erhalten.